# Fojtov
Fojtov (německy Voigtsgrün) je vesnice, část města Nejdek v okrese Karlovy Vary v Karlovarském kraji. Nachází se asi pět kilometrů jihovýchodně od Nejdku. Fojtov je také název katastrálního území o rozloze 3,18 km².

## Historie
První písemná zmínka o vesnici pochází z roku 1273.

## Obyvatelstvo
Při sčítání lidu v roce 1921 zde žilo 918 obyvatel (z toho 434 mužů), z nichž bylo 893 Němců, sedm příslušníků jiné národnosti a osmnáct cizinců. Kromě sedmnácti evangelíků a dvou členů jiných nezjišťovaných církví se hlásili k římskokatolické církvi. Podle sčítání lidu z roku 1930 měla vesnice 1 032 obyvatel: dva Čechoslováky, 1 019 Němců a jedenáct cizinců. Převažovala římskokatolická většina, ale žilo zde také 34 evangelíků a 261 lidí bez vyznání.
| Rok            | 1869 | 1880 | 1890 | 1900 | 1910 | 1921 | 1930 | 1950 | 1961 | 1970 | 1980 | 1991 | 2001 | 2011 | 2021 |
| -------------- | ---- | ---- | ---- | ---- | ---- | ---- | ---- | ---- | ---- | ---- | ---- | ---- | ---- | ---- | ---- |
| Počet obyvatel | 458  | 791  | 576  | 594  | 729  | 918  | 705  | 311  | 203  | 181  | 139  | 128  | 148  | 139  | 134  |
| Počet domů     | 64   | 119  | 97   | 99   | 110  | 103  | 115  | 198  | 131  | 42   | 37   | 43   | 44   | 48   | 53   |

## Obecní správa
Při sčítání lidu v letech 1869–1975 Fojtov byl samostatnou obcí, se kterým patřil nejprve do okresu Kraslice, ale v letech 1910–1930 v okrese Nejdek, v roce 1950 v okrese Karlovy Vary-okolí a v letech 1961–1975 v okrese Karlovy Vary. Od 1. ledna 1976 je částí města Nejdek v okrese Karlovy Vary. V letech 1869–1890 a v letech 1961–1975 k obci patřila Pozorka, v letech 1950–1975 Lužec a v letech 1961–1975 také Smolné Pece a Vysoká Štola.

## Galerie

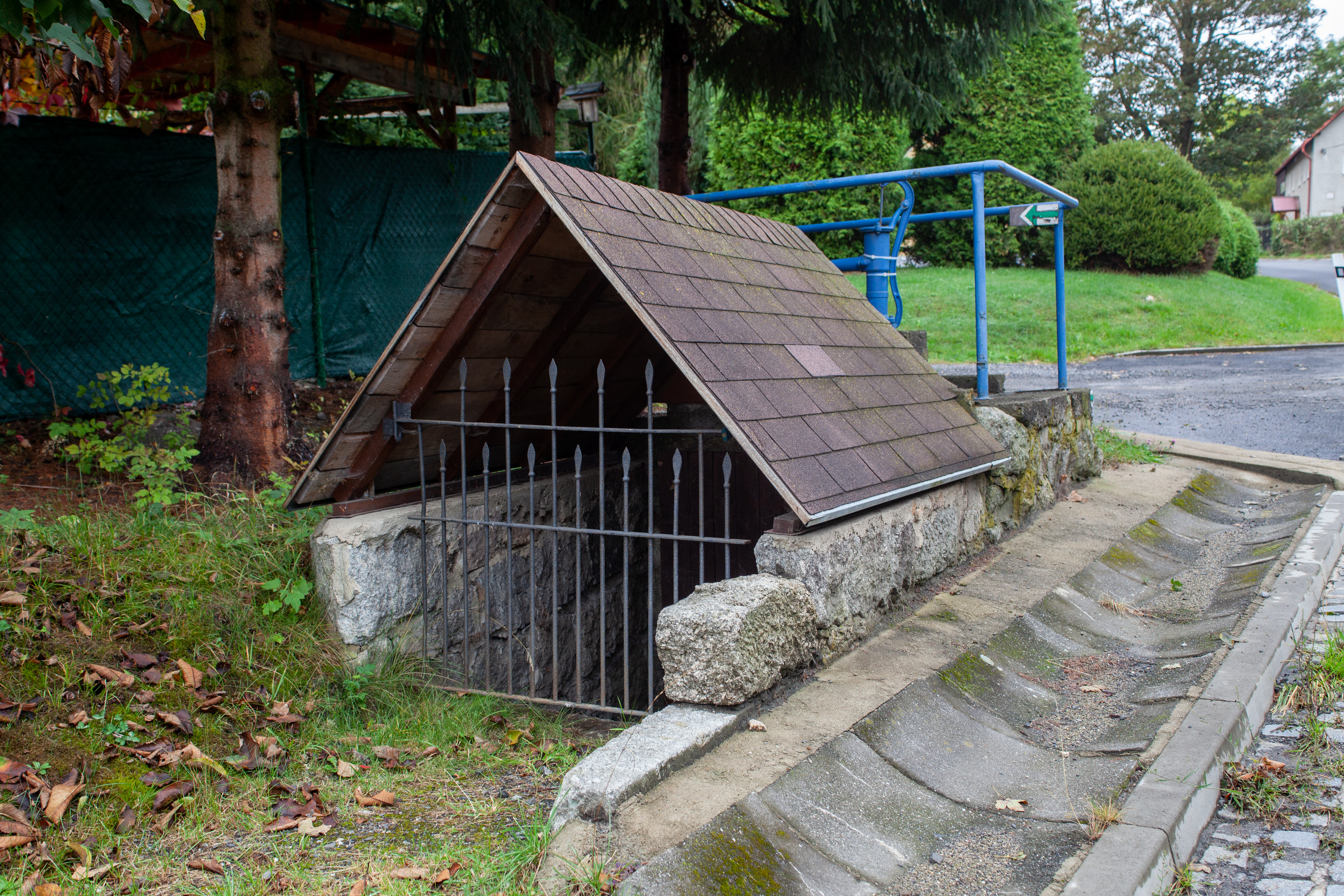
Studánka (2020)
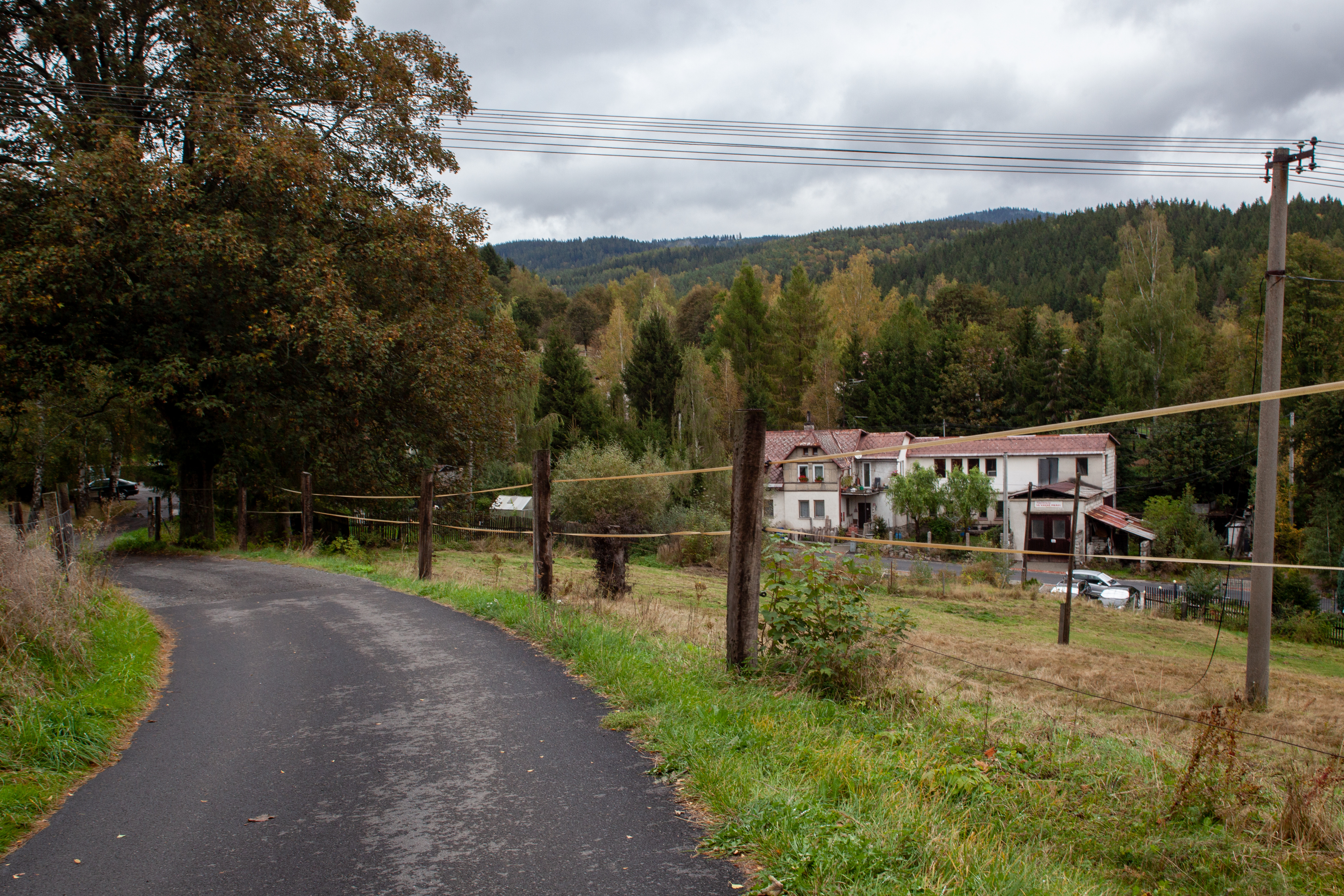
Cesta (2020)
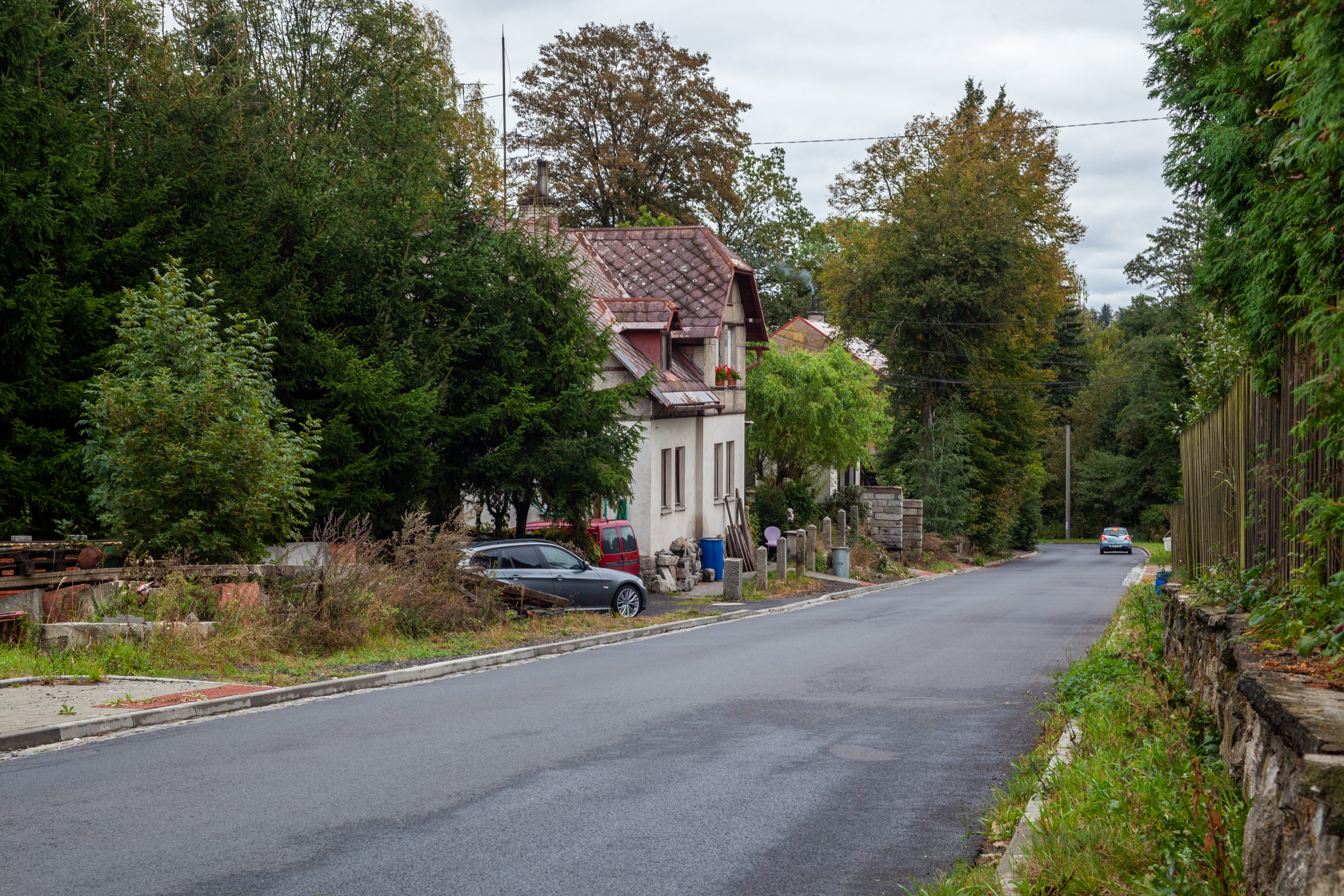
Silnice (2020)